# Ширинские-Шихматовы
Ширинские-Шихматовы (Ширинские) — старинный татарский княжеский род.
При подаче документов (21 декабря 1685) для внесения рода в Бархатную книгу, была предоставлена родословная роспись князей Шихматовых.
Княжеский род записан в V часть родословной книги Смоленской губернии.
Есть ещё два дворянских рода Ширинских, записанных во II и III части родословной книги Таврической и Ярославской губерний. Иван Шихматов воевода в Серпейске (1659).
В числе владельцев населённых имений, находились трое князей Ширинских и трое князей Шихматовых (1699).
Определением Правительствующего сената от 10 апреля 1833 года, 13 августа 1853 года, 23 августа 1862 года и 21 апреля 1875 года род утверждён в достоинстве князей татарских.
Княжеское достоинство окончательно утверждено за объединённой фамилией Ширинских-Шихматовых императором Николаем Павловичем (03 января 1836) при утверждении десятой части Общего Российского гербовника.

## Происхождение и история рода
Род ведёт своё начало от беев Ширинских, которые имели обширные владения по реке Волге и затем были одним из сильнейших родов Крыма. Здесь они до конца XVIII века были «знаменитейшими и сильнейшими из всех» и «составляли в народном собрании первейшую степень». Ширинские мурзы были первой фамилией в Крымском ханстве, имея исключительное перед всеми крымскими родами право вступать в брак с дочерьми крымских ханов.
Один из беев Ширинских стал вассалом Касимовского царя (1452) и после ликвидации Касимовского царства (1681 г. — de facto, 1702 г. — de jure), его потомки автоматически перешли в русское подданство. Последние Ширинские покинули Касимов (1919), многие из них участвовали в Белом движении.
Другой Ширинский бей — Кинбар выехал из Орды в Россию при великом князе Иоанне Васильевиче III и считается родоначальником российской ветви Ширинских. Правнука его — Шихмат Келядемаевич, а в святом крещении Василий (начало XVI в.) стали называться Шихматовыми, а впоследствии (с 1836) Ширинскими-Шихматовыми. Сын его князь Иван Васильевич — воевода в походах: Казанском (1540). Шведском (1549), Полоцком (1551) и третий посол на съезде для мирных переговоров с Польшей (1550). Князь Пантелеймон Иванович Ширинский упоминается в Шведском походе (1549).
Часть Ширинских оставалась вассалами крымских Гиреев. В 1555 году, при поражении Девлет-Гирея в Судбищенской битве, И. В. Шереметевым взято было в числе трофеев знамя Ширинских мурз. По словам летописей "приходили мурзы ногайские и ширинские". В 1572 году при набеге того же Девлет-Гирея были убиты трое мурз Ширинских. В 1594 г. Ширинский мурза Иши-Махмет приезжал в Москву в качестве крымского посла. В 1622 году во время набега крымского хана Махмет-Гирея на Комарницкую волость взят в плен зять ханский - Ширинский мурза Котлуш.
Некоторые из Ширинских ещё в XVI веке принимали православие.
В 1784 г. Мехметши-бею Ширинскому Потёмкин назначил ежегодное жалованье в 2000 руб., императрица Екатерина II повелела избирать губернских предводителей дворянства Тавриды из рода Ширинских.
У Александра Прохоровича Ширинского-Шихматова († 1794) было девять сыновей, из которых более известны Сергей Александрович, в иночестве  Аникита, и Платон Александрович, бывший министром народного просвещения; внук Александра Прохоровича — тоже Александр Прохорович (1822—1884) был попечителем учебных округов: Виленского, Киевского и Московского, товарищем министра народного просвещения и сенатором.
Сёстры Екатерина Андреевна (род. 1904)  и Мария Андреевна (род. 1899) Ширинские-Шихматовы были высланы (1922) в Пишпек в ссылку сроком на 3 года. Позднее их вывезли в зимнюю стужу из Фрунзе (бывшего Пишпека) в товарных вагонах и выгрузили на полустанке в Голодной степи, где никакого жилья не было. Предполагают, что они погибли от голода и холода.

## Описание герба
Щит разделён на четыре части, из коих в первой в чёрном поле, изображён золотой крест и под ним серебряная луна, а в нижнем горностаевом поле Княжеская шапка, во второй части в золотом поле находится ездок, облечённый Княжескою мантией, с поднятым мечем, скачущий в правую сторону. В третьей части, в серебряном и красном полях поставлена крепость переменяющая вид свой на серебре в красный, а на краске в серебряный; в четвёртой части, в чёрном поле означены перпендикулярно четыре золотых полосы, а в нижнем голубом поле крестообразно положены две серебряных сабли остриями обращённых вверх.
Щит покрыт Княжескою мантией и шапкой с пером наподобие чалмы, которая наложена на дворянскую корону. Герб рода Шихматовых, имеющих титул татарских князей, внесён в Часть 10 Общего гербовника дворянских родов Всероссийской империи, стр. 95.

## Известные представители
Князья Ширинские
- Князь Иван Лукич — ярославский городовой дворянин (1630)
- Князь Иван Бекбаев — стряпчий (1678).
- Князь Фёдор Арасланович — стольник (1690-1692)
- Князья: Иван, Михаил, Пётр и Андрей Бекбаевы — стольники (1690-1692)[5].

Князья Шихматовы
- Князь Иван Тимофеевич — стольник патриарха Филарета (1629), московский дворянин (1636-1658), воевода в Кромах (до 1638), Мосальске (1643-1644), Сапожке (1646), Мещовске (1652-1653).
- Князь Пётр Иванович — стряпчий (1669), воевода в Можайске (1677-1678), стольник (1686-1692).
- Князь Григорий Иванович — московский дворянин (1676-1692), воевода в Мосальске (1681).
- Князь Михаил Петрович — стряпчий (1678), стольник (1680-1692).
- Князья: Матвей Иванович и Михаил Михайлович — московские дворяне (1676-1692)[2][5].

Князья Ширинские-Шихматовы
- Ширинский-Шихматов, Алексей Александрович (1862—1930) — князь, русский общественный деятель.
- Ширинский-Шихматов, Платон Александрович (1790—1853) — князь, член Российской академии (1828), председатель Археографической комиссии